# ジェフリー・フルビマーリ
ジェフリー・フルビマーリ(Jeffrey Fulvimari, 1962年 - )は、ニューヨークを拠点として活動しているイラストレーター。1993年からイラストレーターとしての活動を開始し、日本では1998年のパルコギャラリーでの展示会からキャリアをスタートし、彼の作品はマドンナの『イングリッシュ ローズィズ』のイラスト、女性雑誌「Caz」(2006年休刊)の表紙や、2007年現在でサンスター「Ora2」のCMのキャラクターデザインなどで目にする機会がある。